# Hrvatski nogometni kup (Gradišće) 2011./12.
Hrvatski nogometni kup u nogometnoj sezoni 2011/12. Ovo je 24. po redu hrvatski kup u Gradišću (nje. Kroatencup)
).
Završna natjecanja održala su se 28. svibnja 2012. godine na Duhovski ponedjeljak.
Domaćin je Novo Selo na Hati (kod Pandrofa). Utakmice će se igrati na Športskom igrališću.
Glavni pokrovitelj je Hrvatski sabor. Ostali su: Privredna banka Zagreb i b4b. Organizator je Hrvatsko kulturno društvo u Gradišću.
Organizator Mate Kliković je uspio naći i poduzeća pokrovitelje, B4B i Privrednu banku Zagreb za glavne sponzore i to za tri godine. B4B je pobjedniku sponzorirao jednotjedni trening kamp u Hrvatskoj, u Dugopolju, a trećima i četvrtima s kupa darovao je dvije garniture dresova.
Sudionici poluzavršnice su:
- ASV Cindrof, Cindrof, tada 5. na tablici u II. Ligi sjever
- ASV Novo Selo-Pandrof, Novo Selo (Austrija) kod Pandrofa, tada 10. u 1. razredu sjever
- SC/ESV Pandrof, Pandrof, tada 3. na tablici u Regionalnoj ligi istok
- ASKÖ Stinjaki, Stinjaki, tada 9. u Gradišćanskoj ligi

## Za 3. mjesto
- Cindrof - Novo Selo/Pandrof (jedanaesterci 4:3)

## Završnica
- Stinjaki - Pandrof 2:1 (2:1)

Strijelci: Siegl 14., Zore 44.; Alves 32.
Pobjednike Stinjake vodio je Norbert Barišić, trener nogometne reprezentacije Hrvata iz Gradišća.

## Vanjske poveznice
- HKD Hrvatsko kulturno društvo u Gradišću
- Galerija - Finale Hrvatskoga nogometnoga kupa 2012.[neaktivna poveznica]
- Plakat